# Guerre à mort (Chili)
Ne doit pas être confondu avec Guerre à mort (Venezuela)

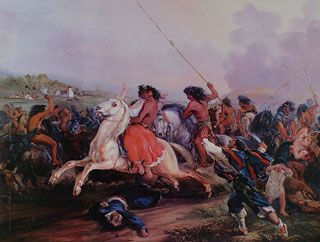
guerre à mort pendant la guerre l'indépendance du Chili.

La guerre à mort (en espagnol : Guerra a muerte) est une expression créée par Benjamín Vicuña Mackenna et utilisée par l'historiographie chilienne pour désigner la guerre irrégulière et impitoyable qui eut lieu entre 1819 et 1821 pendant la guerre d'indépendance du Chili.
Après l'expulsion des royalistes des villes et ports au nord du rio Biobío, Vicente Benavides organise la résistance royaliste à La Frontera avec l'aide des chefs mapuches. L'aide de ces derniers est vitale pour les royalistes étant donné la perte de toutes les villes et des ports au nord de Valdivia. La plupart des Mapuches accordaient de la valeur aux traités les liant aux autorités espagnoles, bien que d'autres y étaient indifférents et jouaient l'une partie contre l'autre. Les frères Pincheira, un futur groupe de hors-la-loi, servent sous Benavides pendant la guerre à mort en défendant la cordillère.
En conséquence de cette guerre à mort, le gouvernement de la république naissante commença à douter des missionnaires franciscains de Chillán, qu'il considère comme des représentants de l'ancien régime, conduisant au recrutement d'un nouveau contingent de missionnaires dans les années 1830.